# NGC 865
NGC 865 este o galaxie spirală situată în constelația Triunghiul. A fost descoperită în 9 septembrie 1871 de către Édouard Stephan⁠(d). Se află la o distanță de 32,51 de megaparseci de Pământ.